# Michael Helber
Michael Helber (* 4. Oktober 1970 in Bochum) ist ein ehemaliger deutscher Badmintonspieler.
1995 wurde er erstmals Meister bei den Erwachsenen im Doppel mit Michael Keck. 1996 verteidigte die Paarung den Titel. 1996 startete er bei Olympia und wurde 17. im Einzel und 9. im Herrendoppel mit Keck. Vier Jahre später reichte es bei Olympia nur noch zu Platz 17 im Doppel mit Björn Siegemund.

## Erfolge
| Saison    | Veranstaltung                      | Disziplin    | Platz | Name |
| --------- | ---------------------------------- | ------------ | ----- | --- |
| 1983/1984 | Deutsche Einzelmeisterschaft U14   | Herreneinzel | 2     | Michael Helber (KSV Baunatal) |
| 1984/1985 | Deutsche Einzelmeisterschaft U14   | Herrendoppel | 1     | Michael Helber / Thomas Berger (KSV Baunatal) |
| 1984/1985 | Deutsche Einzelmeisterschaft U14   | Herreneinzel | 1     | Michael Helber (KSV Baunatal) |
| 1984/1985 | Deutsche Einzelmeisterschaft U14   | Mixed        | 1     | Michael Helber / Kerstin Weinbörner (KSV Baunatal / BV Wesel Rot-Weiss) |
| 1986/1987 | Deutsche Einzelmeisterschaft U16   | Mixed        | 1     | Michael Helber / Kerstin Weinbörner (KSV Baunatal / BV Wesel Rot-Weiss) |
| 1986/1987 | Deutsche Einzelmeisterschaft U16   | Herrendoppel | 1     | Michael Helber / Thomas Berger (KSV Baunatal) |
| 1986/1987 | Deutsche Einzelmeisterschaft U16   | Herreneinzel | 1     | Michael Helber (KSV Baunatal) |
| 1987/1988 | Deutsche Einzelmeisterschaft U18   | Herrendoppel | 1     | Michael Helber / Thomas Berger (KSV Baunatal) |
| 1987/1988 | Deutsche Einzelmeisterschaft U18   | Herreneinzel | 2     | Michael Helber (KSV Baunatal) |
| 1988/1989 | Deutsche Einzelmeisterschaft U18   | Herrendoppel | 1     | Michael Helber / Thomas Berger (KSV Baunatal) |
| 1988/1989 | Deutsche Einzelmeisterschaft U18   | Mixed        | 2     | Michael Helber (KSV Baunatal) / Kerstin Weinbörner (Bayer 05 Uerdingen) |
| 1988/1989 | Deutsche Einzelmeisterschaft U18   | Herreneinzel | 1     | Michael Helber (KSV Baunatal) |
| 1989      | Junioren-Europameisterschaft       | Mixed        | 3     | Michael Helber / Kerstin Weinbörner |
| 1989/1990 | Deutsche Einzelmeisterschaft U22   | Mixed        | 2     | Michael Helber (TuS Wiebelskirchen) / Karen Stechmann (VfL Stade) |
| 1990/1991 | Deutsche Einzelmeisterschaft U22   | Mixed        | 2     | Michael Helber (TuS Wiebelskirchen) / Karen Stechmann (VfL Stade) |
| 1990/1991 | Deutsche Einzelmeisterschaft       | Mixed        | 3     | Michael Helber / Karen Stechmann (TuS Wiebelskirchen / VfL Stade) |
| 1990/1991 | Deutsche Einzelmeisterschaft U22   | Herreneinzel | 1     | Michael Helber (TuS Wiebelskirchen) |
| 1990/1991 | Deutsche Einzelmeisterschaft U22   | Herrendoppel | 1     | Michael Helber / Uwe Ossenbrink (TuS Wiebelskirchen / TuS Wiebelskirchen) |
| 1991      | Bulgarian International            | Herrendoppel | 1     | Markus Keck / Michael Helber |
| 1991      | Czechoslovakian International      | Herrendoppel | 1     | Markus Keck / Michael Helber |
| 1991/1992 | Deutsche Einzelmeisterschaft       | Herreneinzel | 3     | Michael Helber (TuS Wiebelskirchen) |
| 1991/1992 | Deutsche Einzelmeisterschaft       | Mixed        | 3     | Michael Helber / Karen Stechmann (TuS Wiebelskirchen / VfL Stade) |
| 1991/1992 | Deutsche Einzelmeisterschaft       | Herrendoppel | 2     | Markus Keck / Michael Helber (Fortuna Regensburg / TuS Wiebelskirchen) |
| 1992      | Swiss Open                         | Herrendoppel | 3     | Michael Helber / M. Keck |
| 1992/1993 | Deutsche Einzelmeisterschaft       | Herrendoppel | 2     | Markus Keck / Michael Helber (Fortuna Regensburg) |
| 1992/1993 | Deutsche Einzelmeisterschaft U22   | Mixed        | 1     | Michael Helber / Karen Stechmann-Neumann (SV Fortuna Regensburg / FC Langenfeld) |
| 1992/1993 | Deutsche Einzelmeisterschaft U22   | Herrendoppel | 1     | Michael Helber / Thomas Berger (SV Fortuna Regensburg / SSV Heiligenwald) |
| 1993/1994 | Deutsche Einzelmeisterschaft       | Herreneinzel | 2     | Michael Helber (Fortuna Regensburg) |
| 1993/1994 | Deutsche Einzelmeisterschaft       | Herrendoppel | 3     | Markus Keck / Michael Helber (Fortuna Regensburg) |
| 1994/1995 | Deutsche Einzelmeisterschaft       | Herrendoppel | 1     | Michael Helber / Michael Keck (SV Fortuna Regensburg / SSV Heiligenwald) |
| 1995/1996 | Deutsche Einzelmeisterschaft       | Herrendoppel | 1     | Michael Helber / Michael Keck (SV Fortuna Regensburg / SSV Heiligenwald) |
| 1996      | Olympia                            | Herreneinzel | 17    | Michael Helber |
| 1996/1997 | Deutsche Einzelmeisterschaft       | Herrendoppel | 1     | Michael Helber / Björn Siegemund (SV Fortuna Regensburg) |
| 1997/1998 | Deutsche Hochschulmeisterschaft    | Herreneinzel | 1     | Michael Helber (Uni Saarbrücken) |
| 1997/1998 | Deutsche Hochschulmeisterschaft    | Herrendoppel | 1     | Marc Hannes / Michael Helber (DSHS Köln / Uni Saarbrücken) |
| 1997/1998 | Südostdeutsche Einzelmeisterschaft | Herrendoppel | 1     | Helber Michael / Siegemund Björn (SV Fortuna Regensburg) |
| 1997/1998 | Südostdeutsche Einzelmeisterschaft | Herreneinzel | 1     | Helber Michael (SV Fortuna Regensburg) |
| 1997/1998 | Deutsche Einzelmeisterschaft       | Herrendoppel | 1     | Michael Helber / Björn Siegemund (SV Fortuna Regensburg) |
| 1998      | Weltmeisterschaften der Studenten  | Herrendoppel | 2     | Michael Helber / Boris Reichel |
| 1998/1999 | Deutsche Einzelmeisterschaft       | Herrendoppel | 1     | Michael Helber / Björn Siegemund (SV Fortuna Regensburg) |
| 1998/1999 | Südostdeutsche Einzelmeisterschaft | Herrendoppel | 1     | Helber Michael / Siegemund Björn (SV Fortuna Regensburg) |
| 1998/1999 | Südostdeutsche Einzelmeisterschaft | Herreneinzel | 1     | Helber Michael (SV Fortuna Regensburg) |
| 1999/2000 | Deutsche Einzelmeisterschaft       | Herrendoppel | 2     | Björn Siegemund / Michael Helber (Fortuna Regensburg) |
| 2000/2001 | Deutsche Einzelmeisterschaft       | Herrendoppel | 3     | Ingo Kindervater / Michael Helber (1. BC Beuel / GW Wiesbaden) |
| 2000/2001 | Deutsche Einzelmeisterschaft       | Mixed        | 3     | Michael Helber / Karen Neumann (Wiesbaden / FC Langenfeld) |
| 2001/2002 | Deutsche Mannschaftsmeisterschaft  | Mannschaft   | 3     | GW Wiesbaden (Mark Constable, Klaus Ebeling, Darren Hall, Michael Helber, Jon Holst-Christensen, Rexy Mainaky, Yoseph Phoa, Oliver Pongratz, Richard Vaughan, Arnd Vetters, Karina de Wit, Lotte Bruil, Heike Laufer, Nicole Phoa, Nicole van Hooren) |